# Antonio Mosto (cacciatorpediniere)
L’Antonio Mosto è stato un cacciatorpediniere (e successivamente una torpediniera) della Regia Marina ed in seguito della Marina Militare italiana. Deve il suo nome al patriota genovese Antonio Mosto.

## Storia
Poche settimane dopo la sua entrata in servizio, nella notte tra il 12 ed il 13 agosto 1915, il Mosto fu inviato, insieme al gemello Abba ed al cacciatorpediniere francese Bisson, alla ricerca di un sommergibile austro-tedesco – l’U 3 – che aveva infruttuosamente attaccato l'incrociatore ausiliario Città di Catania ad est di Brindisi. Disposte a raggiera, le tre unità dapprima seguirono la rotta tra il punto dell'agguato e Cattaro, base austroungarica, poi perlustrarono a zig zag il tratto di mare in direzione nord e quindi puntarono verso sud: alle 4.52 del 13 agosto il Bisson individuò l'U-Boot in navigazione in superficie a causa di un'avaria, e lo affondò a cannonate.
Il 29 dicembre 1915 il Mosto prese parte ad uno scontro navale divenuto poi noto come battaglia di Durazzo, e conclusosi con l'affondamento su mine di due cacciatorpediniere austroungarici (Lika e Triglaw) e con il non grave danneggiamento, in uno scontro a fuoco, di alcuni esploratori italiani, inglesi ed austriaci. Il Mosto non ebbe un ruolo rilevante nello scontro.
Il 13 giugno 1916 il Mosto, al comando del tenente di vascello Menini, fornì scorta e supporto, insieme ai cacciatorpediniere Audace, Rosolino Pilo e Pilade Bronzetti, ai MAS 5 e 7, che, a rimorchio delle torpediniere 35 PN e 37 PN, attaccarono infruttuosamente – causa la mancanza di naviglio all'ormeggio – il porto di San Giovanni di Medua, in mano austriaca, ripiegando sotto il fuoco d'artiglieria che comunque non provocò danni.
Nella notte tra il 25 ed il 26 giugno il Mosto fornì scorta ravvicinata, insieme ai cacciatorpediniere Abba e Nievo, ai MAS 5 e 7, che, a rimorchio rispettivamente delle torpediniere 36 PN e 34 PN, attaccarono il naviglio austro-ungarico alla fonda a Durazzo: alle 00.15 i due MAS mollarono il rimorchio a 2,5 miglia dall'obiettivo, all'1.45 lanciarono i siluri ed alle 2.40 si ricongiunsero alla formazione di cui faceva parte il Nievo, rientrando alla base. Nell'attacco fu affondato il piroscafo Sarajevo (1111 tsl).
Nel dicembre 1916 la nave era ai lavori a Brindisi.
Nella notte tra il 14 ed il 15 maggio 1917 il Canale d'Otranto fu oggetto di un duplice attacco austroungarico volto sia a distruggere i drifters, pescherecci armati che pattugliavano lo sbarramento antisommergibile del Canale d'Otranto, sia, come azione diversiva, a distruggere un convoglio italiano diretto in Albania; alle 4.50 del 15 maggio, in seguito a notizie di tali attacchi, il Mosto fu fatto partire insieme al cacciatorpediniere Acerbi ed all'incrociatore leggero inglese Bristol, facendo rotta per nordest onde intercettare la formazione navale nemica. Intorno alle 8.10, in un primo scontro, l'esploratore Aquila (una delle numerose altre unità fatte partire dopo Bristol, Mosto ed Acerbi) fu immobilizzato; verso le 9.05, dato che i tre esploratori austro-ungarici Saida, Helgoland e Novara dirigevano verso il danneggiato Aquila, l'incrociatore britannico Dartmouth, il Bristol, il Mosto e l’Acerbi si posero tra la nave immobilizzata e quelle avversarie, aprendo il fuoco alle 9.30, da 8500 metri. Le tre navi austriache ripiegarono verso nordovest e la formazione anglo-italiana si pose al suo inseguimento, a distanze comprese tra 4500 e 10.000 metri, continuando a sparare; nello scontro rimasero danneggiate tutte le navi maggiori, ma la formazione di cui faceva parte il Mosto dovette interrompere l'azione ed allontanarsi alle 12.05, dato che, giunti nei pressi della base austroungarica di Cattaro, ne erano usciti in rinforzo agli esploratori nemici anche l'incrociatore corazzato Sankt Georg ed i cacciatorpediniere SMS Tátra e SMS Warasdiner.
Nella notte tra il 3 ed il 4 settembre 1917 i cacciatorpediniere Nievo, Mosto (italiani), Bisson e Bory (francesi), l'esploratore Bixio (italiano) e l'incrociatore Weymouth (inglese) salparono da Otranto per scortare 6 idrosiluranti ed 8 motoscafi britannici che avrebbero dovuto effettuare un'incursione contro Cattaro. L'attacco dovette tuttavia essere interrotto e rimandato causa le peggiorate condizioni meteorologiche.
Il 19 ottobre dello stesso anno l'unità lasciò Brindisi insieme agli esploratori Aquila e Sparviero, agli incrociatori britannici Gloucester e Newcastle ed ai cacciatorpediniere Commandant Riviére, Bisson, Bory (francesi), Indomito e Missori (italiani) per unirsi ad altre unità italiane poste all'inseguimento di un gruppo di navi austroungariche (esploratore Helgoland, cacciatorpediniere SMS Lika, SMS Triglav, SMS Tátra, SMS Csepel, SMS Orjen e SMS Balaton) che erano uscite da Cattaro per attaccare convogli italiani. Helgoland e Lika, non essendo stati trovati convogli, si portarono in vista di Brindisi per farsi inseguire dalle navi italiane ed attirarle nella zona d'agguato dei sommergibili U 32 ed U 40, ma dopo un lungo inseguimento che vide anche alcuni attacchi aerei alle unità nemiche, tutte le navi italiane tornarono in porto senza danni.
Il 10 marzo 1918 fu incaricato di rimorchiare sin nei pressi dell'obiettivo il MAS 100 che, insieme al MAS 99, trainato dal cacciatorpediniere Nievo, avrebbe dovuto attaccare il naviglio austriaco a Portorose: l'operazione, rimandata per via del maltempo, fu nuovamente interrotta il 16 marzo sempre per il tempo avverso e nuovamente l'8 aprile perché la ricognizione aerea aveva accertato che il porto di Portorose era vuoto.
Il 2 giugno 1918 il Mosto, il gemello Bronzetti e 4 aerei decollati da Varano bombardarono Lagosta.
Posteriormente al 1918 il Mosto fu a lavori di modifica che videro la sostituzione dei cannoni da 76 mm con 5 da 102 e l'imbarco di 2 mitragliere da 40 mm; il dislocamento a pieno carico salì a 900 tonnellate.
Nel 1929 la nave fu declassata a torpediniera.
All'ingresso dell'Italia nella seconda guerra mondiale la Mosto faceva parte della IX Squadriglia Torpediniere (Cassiopea, Canopo, Nullo) con base a La Maddalena.
Operò soprattutto lungo le coste nordafricane nel 1940-1941, e lungo quelle italiane nel 1942-1943.
Dal 18 al 21 aprile 1941 la nave scortò da Palermo a Tripoli, insieme alle torpediniere La Farina, Calliope, Climene ed Orione (queste ultime due aggregatesi in seguito) un convoglio composto dai piroscafi Isarco, Nicolò Odero e Maddalena Odero e dalle navi cisterna, aggiuntesi in un secondo tempo, Luisiano ed Alberto Fassio.
Il 9 luglio 1941 la Mosto (tenente di vascello Aldo Crugnola) si trovava ormeggiata nel porto di Tripoli quando la città libica fu oggetto di un bombardamento aereo britannico: uno dei velivoli inglesi, abbattuto dal tiro contraereo, precipitò sul ponte di coperta della torpediniera, arrecandole gravi danni.
Alle 13 del 28 marzo 1942 la nave (ora al comando del capitano di corvetta di complemento Gerolamo Delfino) salpò da Patrasso di scorta, insieme all'incrociatore ausiliario Città di Napoli, al cacciatorpediniere Sebenico ed alle torpediniere Castelfidardo, Bassini e San Martino, ad un convoglio composto dai trasporti truppe Galilea, Francesco Crispi, Italia e Viminale e dai mercantili Ardenza (od Aventino) e Piemonte diretti a Bari; alle 23.45 di quel giorno il sommergibile britannico Proteus silurò il Galilea e, mentre il resto del convoglio (eccetto la Mosto, che si fermò per lanciare bombe di profondità ed assistere il Galilea) proseguiva, giungendo a Bari il giorno seguente, il Galilea s'inabissò alle 3.50 del 29 marzo in posizione 4°93' N e 20°05' E: nel disastro persero la vita 995 uomini, mentre i superstiti furono solo 319, circa la metà dei quali raccolti dalla Mosto.
Nel maggio 1943 la Mosto fu pesantemente danneggiata durante un devastante bombardamento aereo statunitense (portato da 92 bombardieri, e con 294 vittime tra la popolazione civile) su Livorno, durante il quale furono affondate o gravemente danneggiate numerose unità mercantili e militari.
Alla proclamazione dell'armistizio la Mosto si trasferì dapprima a Palermo, porto in mano agli Alleati, e quindi, il 20 settembre 1943, a Malta, insieme a numerose altre unità. La nave rientrò in Italia il 5 ottobre.
Durante la cobelligeranza con gli Alleati (1943-1945) la Mosto fu impiegata in missioni di scorta nelle acque della Tunisia.
Ormai obsoleta e logorata da oltre trent'anni di servizio, nel 1953 la Mosto fu declassata a dragamine meccanico costiero, ricevendo la sigla di M 5353.
Radiata il 15 dicembre 1958, fu avviata alla demolizione.